# Pere Oller
Pour les articles homonymes, voir Oller.

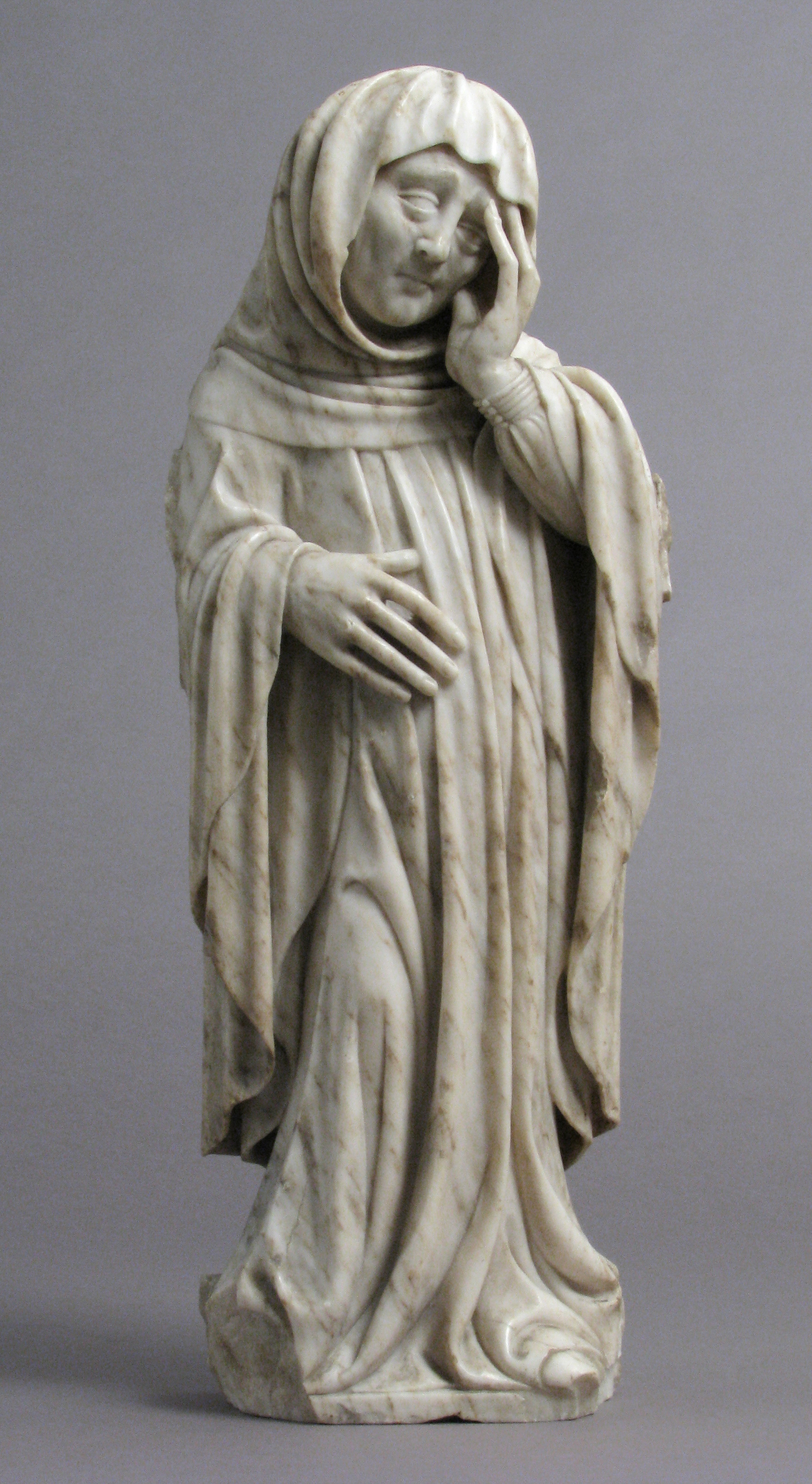
Statue d'une pleureuse provenant du tombeau de Ferdinand Ier d'Aragon, Metropolitan Museum of Art, vers 1417

Pere Oller, né avant 1394 et mort vers 1442, est un sculpteur gothique catalan.

## Biographie
En 1395, il aurait été apprenti du maître Pere Sanglada à Barcelone, travaillant pour la cathédrale de la ville jusqu'en 1399. Il s'installe ensuite dans la ville de Gérone, où on lui attribue le tombeau de l'évêque Berenguer de Anglesola dans la Cathédrale Sainte-Marie de Gérone. On lui attribue aussi parfois le tombeau de Pere Roure (mort en 1413).
Une lettre du roi Alphonse V d'Aragon (1416-1458) à l'abbé de Poblet, datée du 21 janvier 1417, indique que Pere Oller est chargé de réaliser le tombeau du roi Ferdinand Ier d'Aragon (1412-1416) au monastère de Poblet. La tombe elle-même n'existe plus, mais quelques fragments subsistent, dont la cérémonie funéraire Correr les armes conservée au Musée du Louvre à Paris. 
Pere Soller est également l'auteur en 1420 du retable de la cathédrale de Vic.

## Postérité
Le Metropolitan Museum of Art de New York possède une sculpture d'une pleureuse réalisée par Pere Oller, provenant de la tombe de Ferdinand Ier.
Il est aussi le sculpteur ayant réalisé vers 1445 la tombe de Sança Ximenis de Cabrera dans la Cathédrale Sainte-Croix de Barcelone.

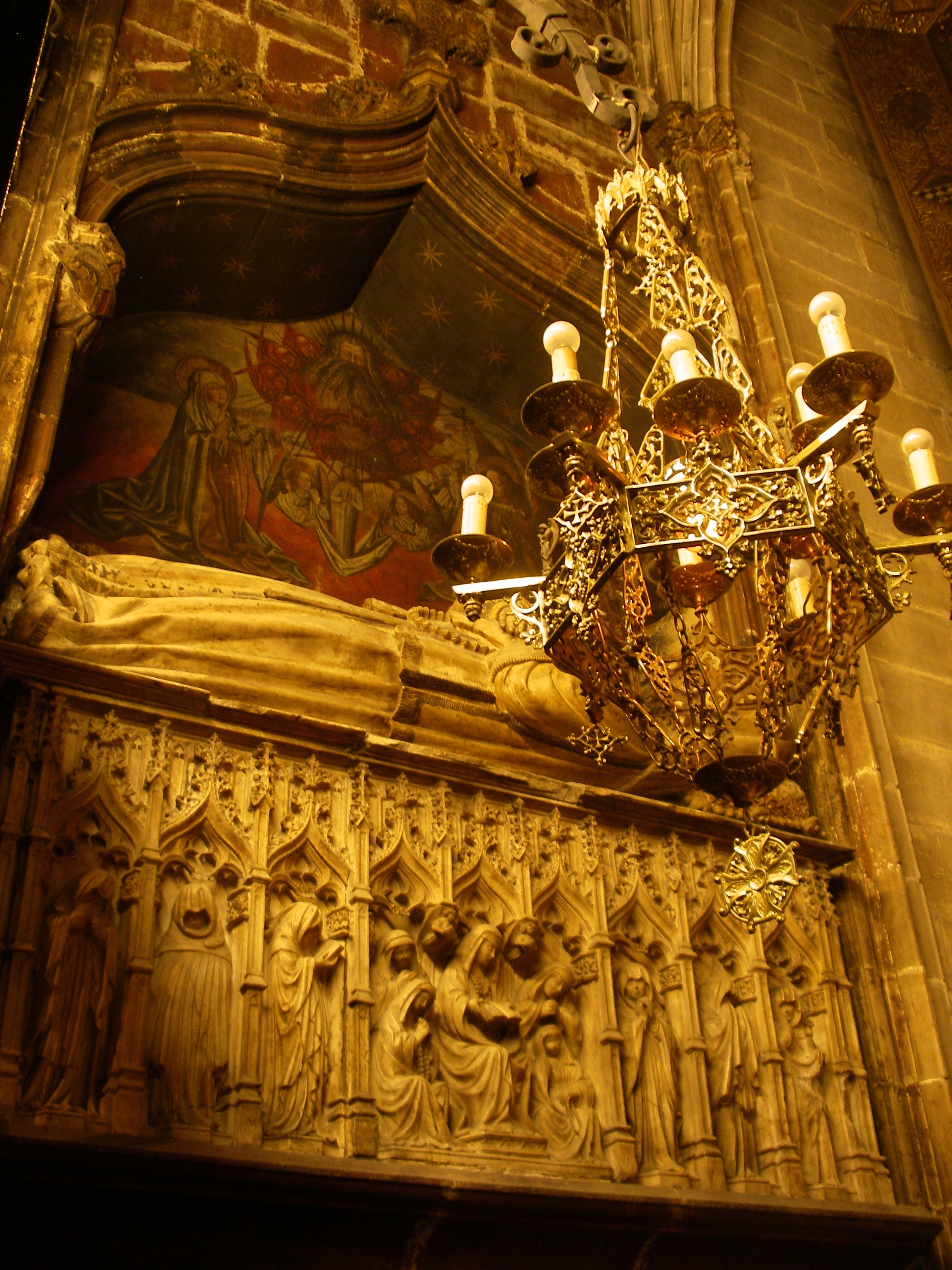
Tombeau de Sança Ximenis de Cabrera, cathédrale de Barcelone, vers 1445.